# Stephanie Brown Trafton
Stephanie Brown Trafton (ur. 1 grudnia 1979 w San Luis Obispo) – amerykańska dyskobolka, mistrzyni olimpijska 2008 z Pekinu.
Życiowy sukces odniosła startując w igrzyskach olimpijskich w Pekinie. 18 sierpnia 2008 zdobyła złoty medal wynikiem 64,74 m, pokonując m.in. faworyzowaną Kubankę Yarelis Barrios. Był to jej drugi start w igrzyskach. Poprzednio, cztery lata wcześniej w Atenach nie zdołała zakwalifikować się do olimpijskiego finału, osiągając w eliminacjach konkursu rzutu dyskiem wynik 58,54 m. Wielokrotna mistrzyni USA.

## Sukcesy
| Rok  | Zawody               | Miejsce      | Pozycja | Wynik   |
| ---- | -------------------- | ------------ | ------- | ------- |
| 2007 | Mistrzostwa NACAC    | San Salvador | 1.      | 59,27 m |
| 2008 | Igrzyska olimpijskie | Pekin        | 1.      | 64,74 m |
| 2008 | Światowy Finał IAAF  | Stuttgart    | 3.      | 62,23 m |

## Rekordy życiowe
- Rzut dyskiem – 67,74 (2012) były rekord USA (do 2014)